# Estherville (Iowa)
Estherville település az Amerikai Egyesült Államok Iowa államában, Emmet megyében, melynek megyeszékhelye is. Lakosainak száma 5904 fő (2020. április 1.).

## Népesség
A település népességének változása:

| 2010 | 6 360 |
| 2020 | 5 904 |